# 글로무스목
글로무스목(Glomerales)은 취균문에 속하는 공생 균류 목의 하나이다. 뿌리의 피층 세포 안에 수지상 모양의 균사체 구조를 형성하는 수지상균근 균류이다. 모두 상리 공생을 한다. 화석 기록은 오르도비스기(4억 6천만 년)까지 거슬러 올라간다.

## 하위 분류
- 클라로이데오글로무스과 (Claroideoglomeraceae)
  - 클라로이데오글로무스속 (Claroideoglomus)
- 글로무스과 (Glomeraceae)
  - Funneliformis
  - 글로무스속 (Glomus)
  - 리조파구스속 (Rhizophagus)
  - Sclerocystis
  - Septoglomus